# Hazel (Kentucky)
Hazel è una city degli Stati Uniti d'America, situata nella contea di Calloway nello Stato del Kentucky.
Secondo il censimento dell'United States Census Bureau, la popolazione nel 2000 era di 440 abitanti; nel 2010 è scesa a 410.
La località, che ha una superficie di 0,96 km² (0,37 mi²), ha dato i natali alla cantante pop Jackie DeShannon.
È la città natale anche del cestista Stan Key, già in forza al Calloway County High School e alla University of Kentucky.